# Tűztorony

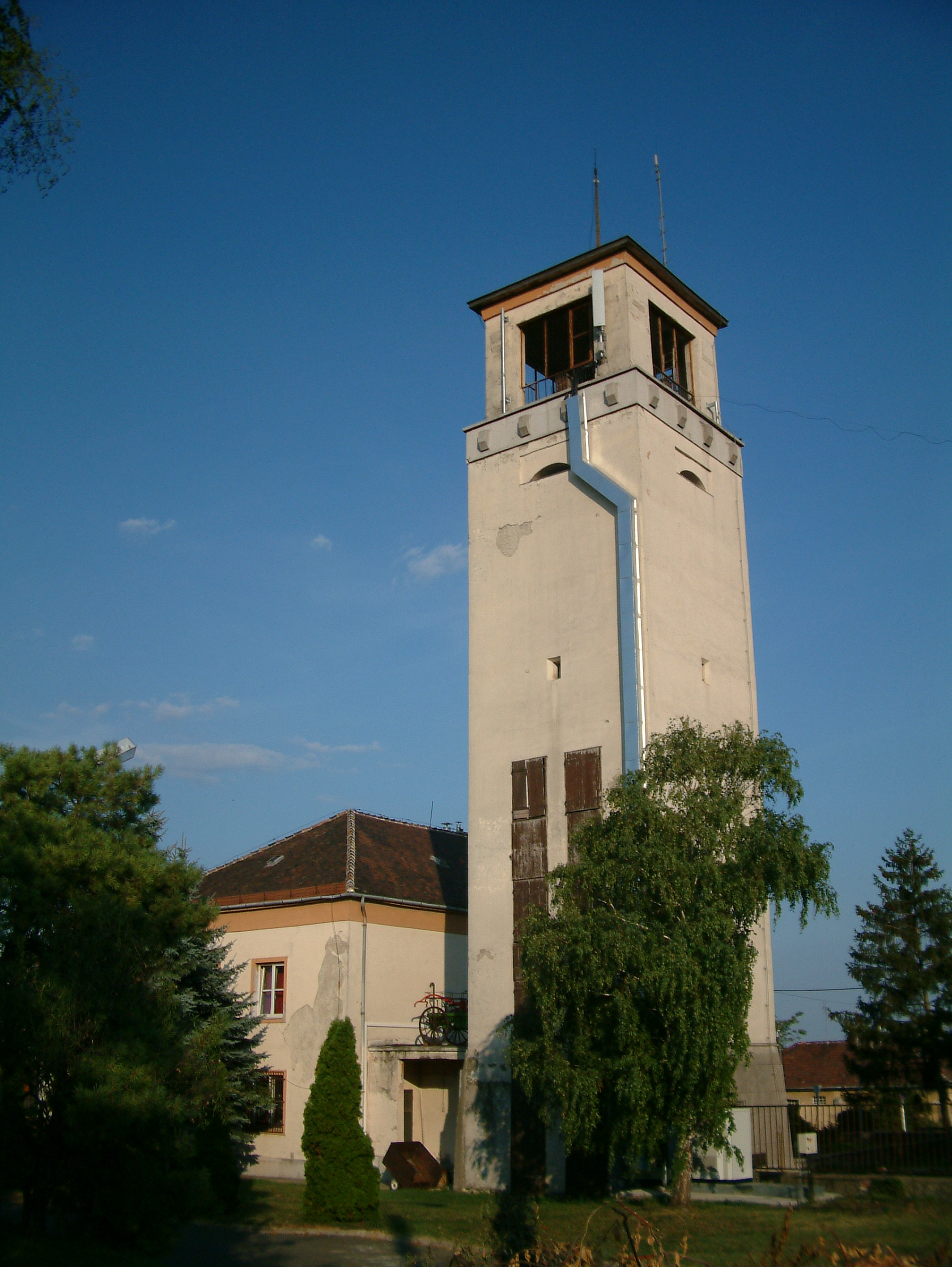
A budatétényi tűztorony

A tűztorony olyan építmény, amikből régen egy őrszem figyelte, nem ütött-e ki tűz a településen. A  tűztoronyban általában van egy tűzharang, amit csak akkor kondítanak meg ha tűz üt ki. Külföldön számos országban vannak még használatban tűztornyok.

## Ismertebb tűztornyok

### Magyarországon
- Soproni tűztorony, a város jelképe
- Veszprémi tűztorony
- Szécsényi tűztorony
- Lovasberényi tűztorony
- Budatétényi tűztorony
- Nyírbátori tűztorony

### Külföldön
- Szatmárnémeti tűztorony

#### Perzsa tűztornyok
Tűztoronynak nevezik továbbá az óperzsák szakrális épülettípusát. Az óperzsa tűztorony kizárólag templom szerepét töltötte be, elnevezése a tűzimádattal kapcsolatos.

## Külső hivatkozások
- A szécsényi Tűztorony
- A lovasberényi Tűztorony